# Takuya Ōhata
Takuya Ōhata (japanisch 大畑 拓也 Ōhata Takuya; * 28. Mai 1990 in Ise) ist ein japanischer Fußballspieler.

## Karriere
Ōhata erlernte das Fußballspielen in der Jugendmannschaft von Júbilo Iwata. Hier unterschrieb er 2009 auch seinen ersten Profivertrag. Der Verein spielte in der höchsten japanischen Liga, der J1 League. Danach spielte er bei Universitätsmannschaft der Juntendo-Universität. 2015 wechselte er zu Azul Claro Numazu. 2017 wechselte er zum Drittligisten SC Sagamihara. 2019 wechselte er nach Fujieda zum Ligakonkurrenten Fujieda MYFC. Für Fujieda absolvierte er ein Drittligaspiel. Am 1. Februar 2021 wechselte er zu aries FC Tokyo.

## Erfolge
Júbilo Iwata
- J.League Cup: 2010